# Spinosuchus
Spinosuchus là một chi động vật bò sát sống vào thời kỳ Trias muộn tại Texas, Hoa Kỳ.